# Vic Firth
Vic Firth, właśc. Everett Joseph Firth (ur. 2 czerwca 1930 w Winchester w stanie Massachusetts, zm. 26 lipca 2015 w Bostonie) – amerykański producent pałek perkusyjnych.

## Vic Firth Company
Jego przedsiębiorstwo powstało w 1963 roku. Ma siedzibę w Bostonie w stanie Massachusetts, a fabryki w Newport, w stanie Maine. Produkty firmy Vic Firth oferowane są m.in. w rozmiarach 7A, 5A, 5B, 2B oraz Rock. Ponadto Vic Firth wytwarza pady perkusyjne do ćwiczeń, pokrowce na pałki oraz serie sygnowanych nazwiskami perkusistów (np. Dave Weckl, Jojo Mayer, Buddy Rich, Danny Carey, Omar Hakim, Vinny Appice, Chad Wackerman) pałeczek.